# Kim Hyon-hui
Kim Hyon-hui (en hangul, 김현희; en hanja, 金賢姬) también conocida como Ok Hwa (27 de enero de 1962, Kaesong) es una exterrorista de Corea del Norte responsable junto con otra persona, del atentado del Vuelo 858 de Korean Air en 1987 que mató a 115 personas. Ahora es conocida por ser la escritora y editora de su propio entrenamiento como espía norcoreana y los ingresos de este libro fueron donados por ella a los familiares del Vuelo 858 de Korean Air. Actualmente vive en Corea del Sur.

## Biografía
El padre de Kim Hyon-hui desempeñó servicios en el departamento norcoreano de asuntos exteriores. La familia vivió en Cuba por algún tiempo, Kim sobresalió como estudiante y en actividades extraescolares y estudió japonés en la universidad. Kim demostró tener aptitudes suficientes para su selección como agente de inteligencia y espionaje para el Partido Comunista de su país.

## Entrenamiento
Siendo seleccionada Kim fue enviada a vivir en las afueras de Pionyang. Allí, fue entrenada en artes marciales y japonés por tres años. Su instructora de lengua era una mujer japonesa que usaba el nombre de Lee Eun-hye (en hangul, 리은혜; en hanja, 李恩恵) que había sido secuestrada de Japón, Kim posteriormente atestiguó que su verdadero nombre era Yaeko Taguchi.
 La parte de su examen final era infiltrarse y robar documentos de una embajada falsa.
Kim pasó tiempo en China en dónde estudiaba chino. Le permitieron viajar a través de Europa con un viejo caballero, a quien ella conoció como Kim Seung Il (en hangul, 김승일; en hanja, 金勝一). Mientras, en su familia, su hermano menor había muerto y su hermana, que se había casado, ahora era viuda.

## Vuelo 858 de Korean Air
Kim fue asignada para la misión del atentado al Vuelo 858 de Korean Air directamente por Kim Jong-il quien le aseguró que su éxito daría lugar a la reunificación de Corea.
Ella viajaba con un pasaporte japonés falso bajo el nombre de Hachiya Mayumi (蜂谷 真由美?) junto con Kim Seung-il, que presentó como su padre y utilizó un pasaporte falso japonés con el nombre de Hachiya Shinichi (蜂谷 真一?). Los dos viajaron a través de Europa y abordaron el vuelo 858. Una vez que habían dejado la bomba (oculta en un aparato de radio) en el compartimiento de equipaje de cabina, Kim Hyon-hui y Kim Sung-il desembarcaron en Abu Dabi y viajaron a Baréin dónde fueron detenidos después de que los inspectores descubrieron que sus pasaportes eran falsos.
Kim Sung-il ingirió una píldora de cianuro que ocultaba en un cigarrillo y murió, Kim Hyon-hui lo intentó sin éxito. Fue hospitalizada y más adelante interrogada, dijo llamarse Pak Chui-hui, huérfana del noreste de China en último intento de evadir las autoridades, pero finalmente fue entregada a las autoridades de Corea del Sur.

## Consecuencias
Kim Hyon Hui confesó, admitió los cargos y explicó como se planeó el atentado, fue condenada a muerte en marzo de 1989 y perdonada más adelante por el presidente de Corea del Sur, Roh Tae-woo. Ella escribió su autobiografía titulada “Las lágrimas de mi alma”, donó los ingresos a las familias de las víctimas del vuelo 858 y se convirtió al cristianismo.
Kim Hyon Hui vive en una ubicación no revelada bajo protección constante del Gobierno de Corea del Sur para evitar represalias de las familias de las víctimas o del Gobierno de Corea del Norte que la ha calificado de traidora. En diciembre de 1997, Kim se casó con un agente de inteligencia surcoreano que anteriormente sirvió como su escolta.
En marzo de 2009 se reunió con los miembros de familia de Yaeko Taguchi, ella mencionó que hay posibilidades de que Yaeko Taguchi puede estar viva.